# 窪島務
窪島務（くぼしま　つとむ、1948年-　）は、日本の特殊教育学者。学位は、教育学博士（筑波大学・論文博士・2000年）（学位論文「ドイツにおける障害児のインテグレーション教育の展開」）。滋賀大学名誉教授。

## 来歴
山梨県生まれ。1971年東京教育大学教育学部特殊教育卒、1976年京都大学大学院教育学研究科教育学博士後期課程中退、京大教育学部助手、1978年滋賀大学教育学部講師、助教授、93年教授。2000年「ドイツにおける障害児のインテグレーション教育の展開」で筑波大学より教育学博士の学位を取得。2013年定年退任、名誉教授。

## 著書
- 『障害児の教育学』青木書店 青木教育叢書 1988
- 『現代学校と人格発達 教育の危機か、教育学の危機か』地歴社 1996
- 『ドイツにおける障害児の統合教育の展開』文理閣 1998

### 共編著
- 『障害児教育をどうすすめるか 論争点の解明と批判』藤本文朗共編 青木書店 障害者問題双書 1986
- 『自閉症児と学校教育』三科哲治,森下勇共編著 全国障害者問題研究会出版部 1995
- 『LD児のためのひらがな・漢字支援 個別支援に生かす書字教材』小池敏英,雲井未歓共編著 あいり出版 2003
- 『読み書きの苦手を克服する子どもたち 「学習障害」概念の再構築』編著 文理閣 2005

## 論文
- Cinii